# 許文軒
許文軒（Edmond Hui，1981年5月25日—） ，畢業於雪梨科技大學室內設計系。

## 經歷
出生於香港，曾參加2003年度全球華人新秀歌唱大賽(悉尼區選拔賽)獲得冠軍及最佳台風獎，同年回港參加2003年度全球華人新秀歌唱大賽總決賽，同屆參賽者有陳偉霆。
賽後未簽約出道，選擇繼續升學，就學期間擔任澳洲中文廣播電台及網上電台節目主持，畢業後參與TVB娛樂新聞台公開招募任職主播。
任主播後被派往橫店追訪謝霆鋒及張栢芝復合消息，期間遭到有線娛樂新聞台女導演指控，認定推倒女導演並使其受傷的人是時任TVB娛樂新聞台主播的許文軒及攝影師，並前往醫院驗傷，後東方日報指出該有線女導演所言失實。從在場人士上載到YouTube的 片段  所見，並無人作不禮貌舉動，亦可見有線攝影師推門先行，玻璃門隨之關上，未幾該女導演不慎被玻璃門撞到，當時TVB主持許文軒仍在女導演身後，而並非女導演聲稱，無綫攝影記者從前方向後推她撞向玻璃門，還無線清白。
2017年3月，許文軒同麥美恩被傳拍拖，但二人否認傳聞。2018年3月二人以緋聞情侶檔演出商場騷，2019年6月更雙雙接拍保險廣告。2020年4月被傳力追蔣家旻，二人否認傳聞。2023年10月與JW王灝兒和患病女童同遊迪士尼，因而傳出緋聞，二人否認傳聞，解釋因拍攝慈善特輯才同遊樂園。

## 演出
2013年，曾參與節目Music Cafe錄影，與好友駱胤鳴合唱陳奕迅的《時代曲》。2017年1月，許文軒與好友潘盈慧及駱胤鳴組成非正式組合《隨時唱》，於街頭或不同地方不定期Busking，三人更於APM《一起Download的日子》及《放榜前的一個晚上》節目中作公開表演。2018年3月三人獲著名歌手區瑞強邀請作客其電台節目《2000靚歌再重聚》及5月11至13日任其伊館個唱嘉賓。同年10月26至27日再度獲邀於灣仔伊館演出，與潘盈慧，駱胤鳴，林子博，黃建東及Kellyjackie組成另一非正式組合《主播聯盟》。2019年，Edmond有幸獲邀參與《流行經典50年》中的《我不是歌手》環節，翻唱陳奕迅經典歌曲《綿綿》 。2020年Edmond再次獲邀參與《流行經典50年》，翻唱關淑怡1990年得獎金曲《愛恨纏綿》，獲原唱關淑怡於Instagram及Youtube公開讚賞。 2022年亦作客《Hands Up》中的《My Little Show》環節，獻唱陳奕迅另一經典歌曲《今日》 。
2019年1月12日，許文軒夥拍麥美恩及區永權，首度踏上大型舞台任2018年度勁歌金曲頒獎典禮司儀，獲張敬軒公開讚賞。2020年1月18日及2021年1月17日Edmond三度擔任勁歌總選司儀。
2019年參與拍攝《粵講粵㜺鬼》（第四輯），獲網民大讚跳出框框，呈現搞笑一面，首次獲得「萬千星輝頒獎典禮」提名，入圍角逐「最受歡迎電視拍檔」。
2020年1月至4月，與駱胤鳴及林子博共同主持香港電台普通話台AM621社區參與廣播節目《成歌之路》，邀請幕後音樂人任嘉賓。
2020年5月1日起，首個個人節目《我們的音樂時代》於J2頻道播出，嘉賓雷頌德及澤日生等亦公開讚賞。
2023年12月，繼2019年入圍角逐「最受歡迎電視拍檔」後，再次獲得「萬千星輝頒獎典禮」提名，分別入圍角逐「飛躍進步男藝員」及「最佳男主持」，兩項提名均打入最後十強，更被「香港01」喻為最強黑馬，最終「最佳男主持」順利殺入最後五強。
| 節目                                       | 備註 |
| 主持                                       | 主持 |
| ------------------------------------------ | --- |
| TVB娛樂新聞台                              | 主持 |
| TVB Plus娛樂新聞報道                       | 主持 (前身為J2娛樂新聞報道)                                                                                              |
| 娛樂頭條                                   | 主持 |
| 范後感                                     | 客席主持 |
| 爆足一周                                   | 嘉賓主持 |
| 這個聖誕不太冷                             | 歐洲篇主持 |
| 粵講粵㜺鬼（第四輯）                       | 主持 |
| 長命不老                                   | 主持 |
| 萬千星輝頒獎典禮2018王者越戰越強           | 主持(與林希靈合作) |
| 萬千星輝網絡快閃頒獎典禮2019               | 主持 |
| 娛樂3兄弟繽紛大派對2017                    | 嘉賓主持 |
| 2018娛樂繽Fun大派對                        | 嘉賓主持(與區永權，陳貝兒，陳約臨，蘇可欣及鄺潔楹合作)                                                                   |
| 2019娛樂繽Fun大派對                        | 主持 |
| 2020娛樂頭條大總結                         | 主持 |
| 2021娛樂頭條大總結                         | 主持 |
| 2024風生水起                               | 主持 |
| 我們的音樂時代                             | 主持 |
| 大笪地唱不停                               | 主持 |
| J Music                                    | 主持 |
| Music Break                                | 主持 |
| StarTalk                                   | 主持 |
| 請1日假去旅行                              | 澳門篇主持 |
| 勁歌金榜                                   | 主持 |
| 中年好聲音向夢想再出發                     | 主持 |
| 中年好聲音登峯之戰                         | 主持 (與車婉婉合作) |
| 中年好聲音王者誕生                         | 主持 (與車婉婉合作) |
| 中年好聲音紅白大戰                         | 主持 (與車婉婉合作) |
| 中年好聲音2                                | 後台主持 |
| 你看不見的中年好聲音2                      | 主持 (MyTV Super節目) |
| 中年好聲音2登峯之戰                        | 主持 (與車婉婉合作) |
| 中年好聲音3                                | 後台主持 |
| 你看不見的中年好聲音3                      | 主持 (MyTV Super節目) |
| 中年好聲音3登峯之戰                        | 主持 (與車婉婉合作) |
| 中年好聲音3王者駕到                        | 主持 |
| 金鱗昇輝歡樂春節花車匯演                   | 主持(與麥美恩、孔德賢、林秀怡合作)                                                                                       |
| 啟德體育園開幕典禮                         | 主持 (與潘盈慧、阮浩棕、何沛珈、陳懿德及鄭衍峰合作)                                                                      |
| 司儀                                       | |
| 明愛暖萬心                                 | 司儀 |
| TVB 馬來西亞星光薈萃頒獎典禮2013           | 台下司儀 |
| Big Big Channel馬來西亞群星派對            | 司儀 |
| 2018年度勁歌金曲頒獎典禮                   | 連續3年擔任司儀 |
| 2019年度勁歌金曲頒獎典禮                   | 連續3年擔任司儀 |
| 2020年度勁歌金曲頒獎典禮                   | 連續3年擔任司儀 |
| 星光熠熠耀保良2020                         | 網上版司儀 |
| 綠茵勝境音樂祭                             | 司儀 |
| 東華慈善夜繽紛2023                         | 歡樂滿東華網上版司儀 |
| 萬千星輝頒獎典禮2019                       | 得獎旁白司儀及競逐獎項                                                                                                   |
| 萬千星輝頒獎典禮2020                       | 紅地毯及得獎旁白司儀 |
| 萬千星輝頒獎典禮2021                       | 紅地毯及得獎旁白司儀 |
| 萬千星輝頒獎典禮2022                       | 紅地毯及得獎旁白司儀 |
| 萬千星輝頒獎典禮2023                       | 紅地毯，得獎旁白司儀及競逐獎項                                                                                           |
| 萬千星輝頒獎典禮2024                       | 紅地毯，得獎旁白司儀及競逐獎項                                                                                           |
| 萬千星輝賀台慶2024                         | 司儀 |
| 乙巳年吉星高照年初一                       | 司儀(與汪明荃、林盛斌、朱凱婷、支嚳儀、林沚羿合作)                                                                       |
| 演唱                                       | |
| 2003年度全球華人新秀歌唱大賽(悉尼區選拔賽) | 獲得冠軍及最佳台風獎 |
| 2003年度全球華人新秀歌唱大賽(總決賽)       | 參賽歌曲：留言 |
| 流行經典50年                               | 演繹陳奕迅《綿綿》（2019年3月10日）、演繹關淑怡1990年十大勁歌得獎金曲《愛恨纏綿》（2020年10月11日）                      |
| Music Cafe                                 | 與駱胤鳴合唱陳奕迅作品《時代曲》                                                                                         |
| Hands Up                                   | 演繹陳奕迅作品《今日》                                                                                                   |
| 放榜前的一個晚上                           | 與駱胤鳴及潘盈慧合唱一連串勵志歌曲《一千零一次人生》，《你是你本身的傳奇》，《發現號》，《新世界》，《青春頌》及《無盡》 |
| 一起Download的日子                         | 與樂隊ToNick，駱胤鳴及潘盈慧合唱《從不喜歡孤單一個》                                                                     |
| 演出及嘉賓                                 | |
| 守護生命的故事                             | 演員：林生 (2014年) |
| 滋味男女                                   | 嘉賓 (2015年) |
| Think Big天地                              | 嘉賓 (2015年) |
| 夜宵磨第3輯                                | 嘉賓 (2015年) |
| 學是學非                                   | 演出 (2020年) |
| Do姐有問題                                 | 嘉賓 (2020年) |
| Big Big Shop超級感謝祭                     | 嘉賓 (2020年) |
| Big Big Shop新春感謝祭                     | 嘉賓 (2021年) |
| 醫醫，我不想再病了                         | 演出 (2021年) |
| 新春靚價到                                 | 嘉賓 (2021年) |
| 全能司儀選拔大賽2022                       | 演出 (2022年) |
| 真係唔好笑                                 | 嘉賓 (2022年) |
| 思家大戰                                   | 嘉賓 (2022年) |
| 開心無敵獎門人                             | 嘉賓 (2022年) |
| 大師兄又到聖誕感謝祭                       | 嘉賓 (2024年) |

### 電視劇
- 2014年忠奸人 飾律師 (第29集)
- 2014年再戰明天 飾福利官 (第2、5、9集)
- 2014年老表，你好Hea！客串飾演《慢歌金曲》節目主持 (第9、12、13集)
- 2016年殭 飾見工者 (第10集)
- 2017年與諜同謀 飾主持人 (第22集)

## 曾獲獎項與提名
| 年份   | 獎項                                                                              | 結果                     |
| 2003年 | 全球華人新秀歌唱大賽                                                              | 獲獎「冠軍及最佳台風獎」 |
| 2018年 | 2018香港電視大獎「節目主持獎」 - 「StarTalk」                                     | 提名 (20強)              |
| 2019年 | 萬千星輝頒獎典禮「最受歡迎電視拍檔 - 粵講粵㜺鬼：麥美恩、許文軒、戴祖儀、鄧智堅」 | 提名 (15強)              |
| 2020年 | 2020年度觀眾在民間電視大獎「民選最佳主持：我們的音樂時代、StarTalk」              | 提名                     |
| 2020年 | 2020年度觀眾在民間電視大獎「民選飛躍進步男藝員」                                  | 提名                     |
| 2022年 | 2022年度觀眾在民間電視大獎「民選最佳主持：StarTalk」                              | 提名                     |
| 2023年 | 萬千星輝頒獎典禮「飛躍進步男藝員」                                                | 提名(10強)               |
| 2023年 | 萬千星輝頒獎典禮「最佳男主持」                                                    | 提名(5強)                |
| 2023年 | 2023年度觀眾在民間電視大獎「民選最佳主持」                                        | 提名                     |
| 2023年 | 2023年度觀眾在民間電視大獎「民選飛躍進步男藝員」                                  | 提名                     |
| 2024年 | 萬千星輝頒獎典禮「飛躍進步男藝員」                                                | 提名                     |
| 2024年 | 萬千星輝頒獎典禮「最佳男主持」                                                    | 提名(5強)                |
| 2024年 | 2024年度觀眾在民間電視大獎「民選最佳主持」                                        | 提名                     |
| 2024年 | 2024年度觀眾在民間電視大獎「民選飛躍進步男藝員」                                  | 提名                     |

## 外部
- 許文軒的Instagram帳戶